# Сателлит (футбольный клуб, Конакри)
«Сателлит» (фр. Satellite FC) — гвинейский футбольный клуб из города Конакри. Выступает в Чемпионате Гвинеи. Основан в 2000 году. Домашние матчи проводит на стадионе «28 Сентября», вмещающем 35 000 зрителей. «Сателлит» дважды выигрывал Чемпионат Гвинеи и дважды — кубок Гвинеи. На международном уровне дважды выступал в Лиге чемпионов КАФ (высшее достижение — первый круг), трижды в Кубке Конфедерации КАФ (высшее достижение — первый круг), один раз в Кубке КАФ  (высшее достижение — второй круг).

## Достижения
- Чемпион Гвинеи — 2 (2002, 2005)[7]
- Обладатель Кубка Гвинеи — 2 (2006, 2008)[8]